# アニック・カースル

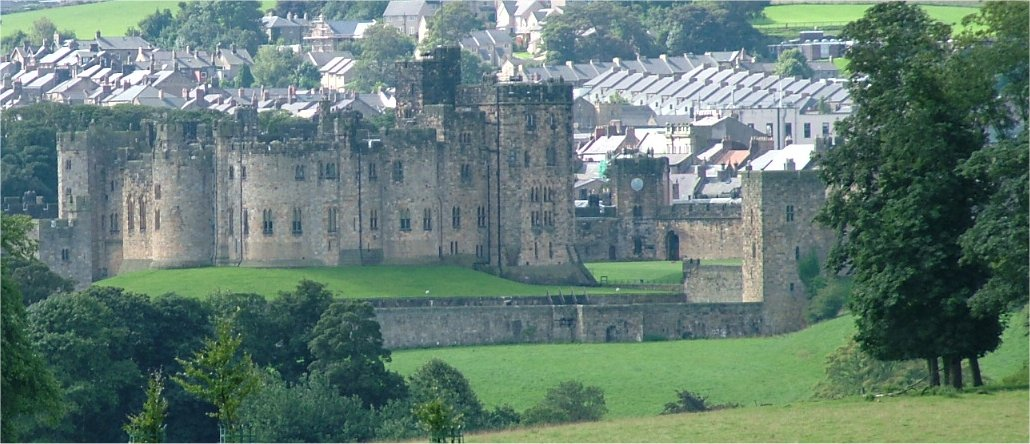
東から見たアニック・カースル
手前はアルン川

アニック・カースル (Alnwick Castle) は、イングランドのノーサンバーランド州アニックに存在する城、あるいはカントリー・ハウス。

## 概要

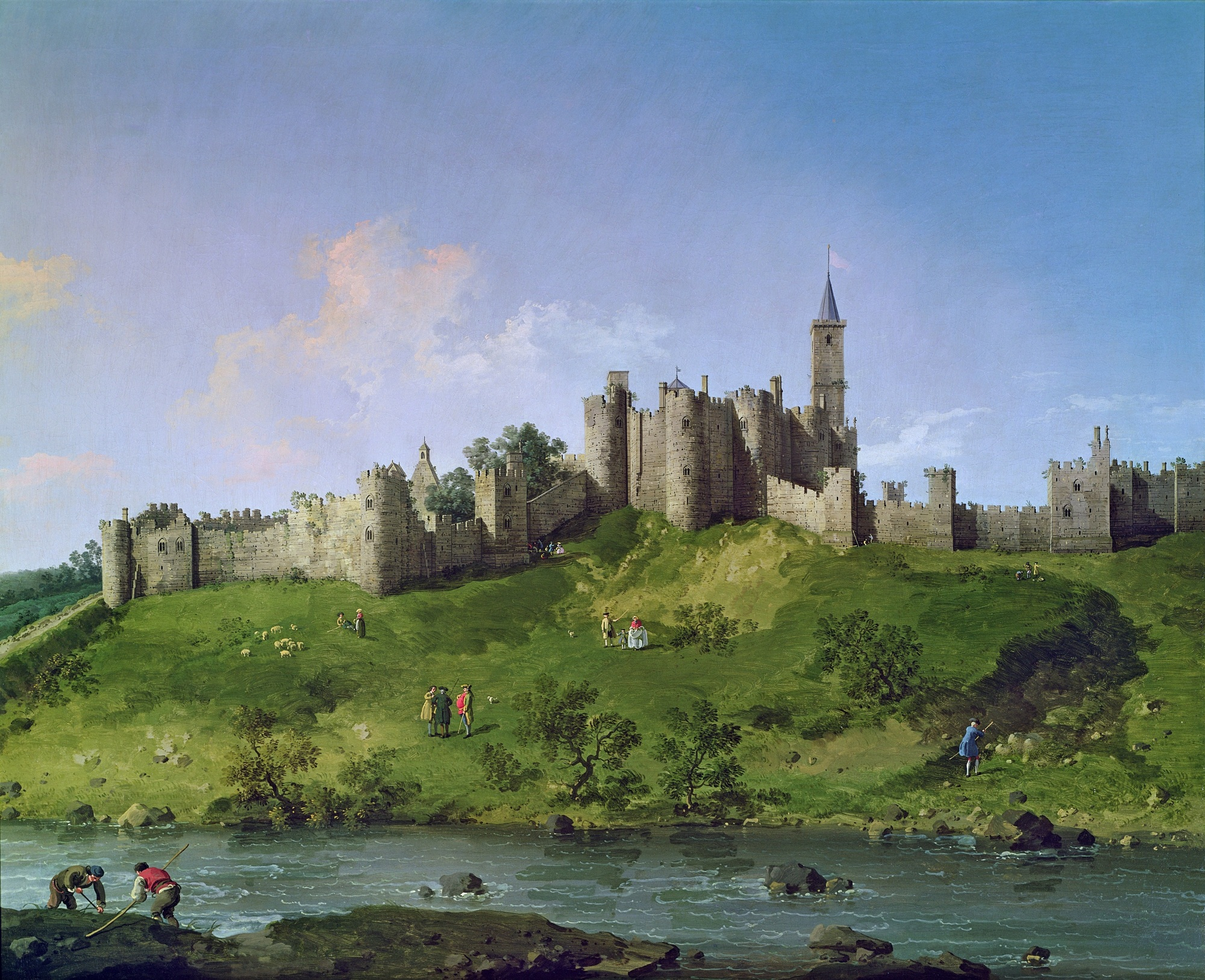
アニック・カースル
カナレット画　1750年頃

1096年にアニック男爵イヴ・ド・ヴィシーが、スコットランド人の侵入を防ぐために建設を開始した要塞が起源である。1309年にはノーサンバーランド伯爵パーシー家（後のノーサンバーランド公爵）の所有となり、アボット・タワー、ミドル・ゲートウェイ、コンスタブルズ・タワーなどが改修により追加された。
第6代ノーサンバーランド伯爵ヘンリー・パーシーが16世紀に大規模な改修を行っている。さらに18世紀にはロバート・アダムの設計に基づいて増築工事が行われた。内装はゴシック建築の代表作であるストロベリー・ヒルを模倣しており、彼が通常好んだ新古典主義とはことなっている。アダムの設計した部屋の大部分は今日も残されているが、一般に公開されている部分はほぼ全てヴィクトリア時代にイタリア風の装飾に変更されたものである。
城には2つの庭園が付随している。北側にあるのはアルン川へ下ってゆく比較的小さな庭で、18世紀にケイパビリティ・ブラウンとトマス・コールにより設計された。もうひとつはハルン・パーク (Hulne Park) でハルン修道院 (Hulne Priory) の跡地に建設されている。
城は現在も公爵一家が居住している。その他に公爵家の財産を管理するノーサンバーランド・エステイツのオフィスが設けられている。
第二次世界大戦の頃から城の一部を様々な教育機関が利用するようになった。まず一時的にニューカッスル教会女子高校が利用し、1945年から1975年には師範学校が、さらに1981年からはセント・クラウズ・ステイト大学がキャンパスの一部をおいている。
城は夏の期間のみ一般に開放されている他、特別展示室が城周辺を囲む塔において設けられている。ポウスターン・タワーには公爵の趣味である考古学の出土品が集められており、ポンペイのフレスコ画、古代エジプトの遺物などを見ることができる。コンスタブルズ・タワーにはナポレオン時代に結成された地元の義勇部隊であるパーシー・テナントリー・ヴォランティアーの武器などが展示されている。アボッツ・タワーはロイヤル・ノーサンバーランド・フュージリアーズ連隊に関係する展示が設けられている。
映画『ハリー・ポッター』シリーズにおいてはホグワーツ魔法魔術学校としてロケが行われている。その他にも『ブラックアダー』、『ロビンフッド』などの映画においてこの城のシーンが登場する。

## アニック・ガーデン

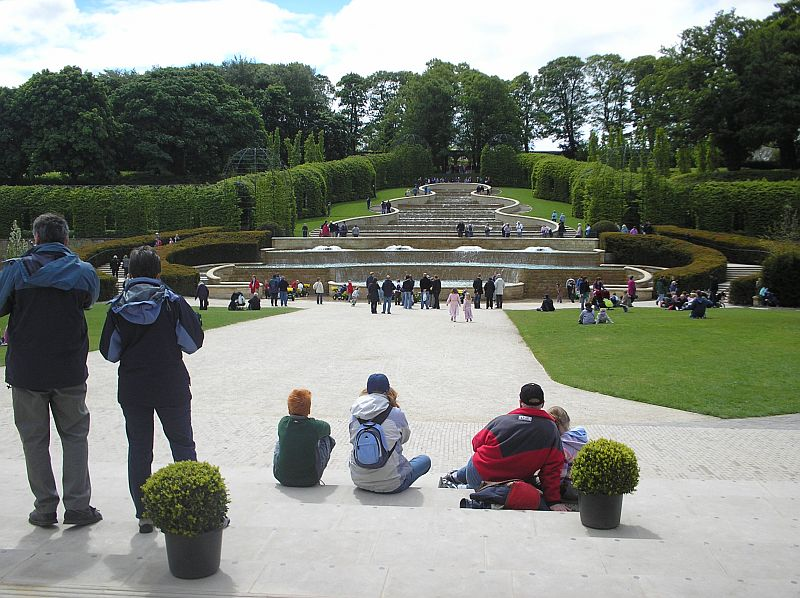

城に隣接して現ノーサンバーランド公爵夫人が造ったアニック・ガーデンが存在する。階段型の噴水を中心にして植物を何層にも配置したこのフォーマル・ガーデン（幾何学的配置をしている庭）は第二次世界大戦後に建造された英国の庭園の中で最も野心的な作品である。4200万ポンドもの経費をかけたとされるアニック・ガーデンはノーサンバーランド・エステイツとは別の団体が管理しているが、公爵はこの団体に42エーカー (170,000 m2) の地所および900万ポンドを寄付している。 
庭はまず2001年10月に1期目の工事が終了し、噴水および主要な植物の設置を終えた。2004年にはツリー・ハウスと呼ばれる建家が完成し、カフェとして利用されている。
同年にはロンドンのキューガーデンとウィズリー庭園に続く入場者数を記録し、50万人もの観光客が訪れている。2005年2月にはケシや大麻を集めたポイズン・ガーデンがオープンした。